# Aldudes
Pour les articles homonymes, voir Aldudes.
Aldudes (en basque: Aldude) est une commune française, située dans le département des Pyrénées-Atlantiques en région Nouvelle-Aquitaine.

## Géographie

### Localisation
La commune d'Aldudes se trouve dans le département des Pyrénées-Atlantiques, en région Nouvelle-Aquitaine et est frontalière avec l'Espagne (Communauté forale de Navarre).
Elle se situe à 143 km par la route de Pau, préfecture du département, à 65 km de Bayonne, sous-préfecture, et à 67 km de Mauléon-Licharre, bureau centralisateur du canton de Montagne Basque dont dépend la commune depuis 2015 pour les élections départementales.
La commune fait en outre partie du bassin de vie de Saint-Jean-Pied-de-Port.
Les communes les plus proches sont : 
Urepel (3,0 km), Banca (5,4 km), Saint-Étienne-de-Baïgorry (10,9 km), Arnéguy (11,8 km), Anhaux (13,6 km), Irouléguy (13,6 km),
Sur le plan historique et culturel, Aldudes fait partie de la province de la Basse-Navarre, un des sept territoires composant le Pays basque,. La Basse-Navarre en est la province la plus variée en ce qui concerne son patrimoine, mais aussi la plus complexe du fait de son morcellement géographique. Depuis 1999, l'Académie de la langue basque ou Euskalzaindia divise la Basse-Navarre en six zones,. La commune est dans le pays de Baïgorry-Ossès (Baigorri-Ortzaize), au sud-ouest de ce territoire.

### Communes limitrophes
Les communes limitrophes sont  Banca, Baztan et Urepel.
|                  |         | Banca  |
| Baztan (Espagne) | Aldudes |        |
|                  |         | Urepel |

### Hydrographie

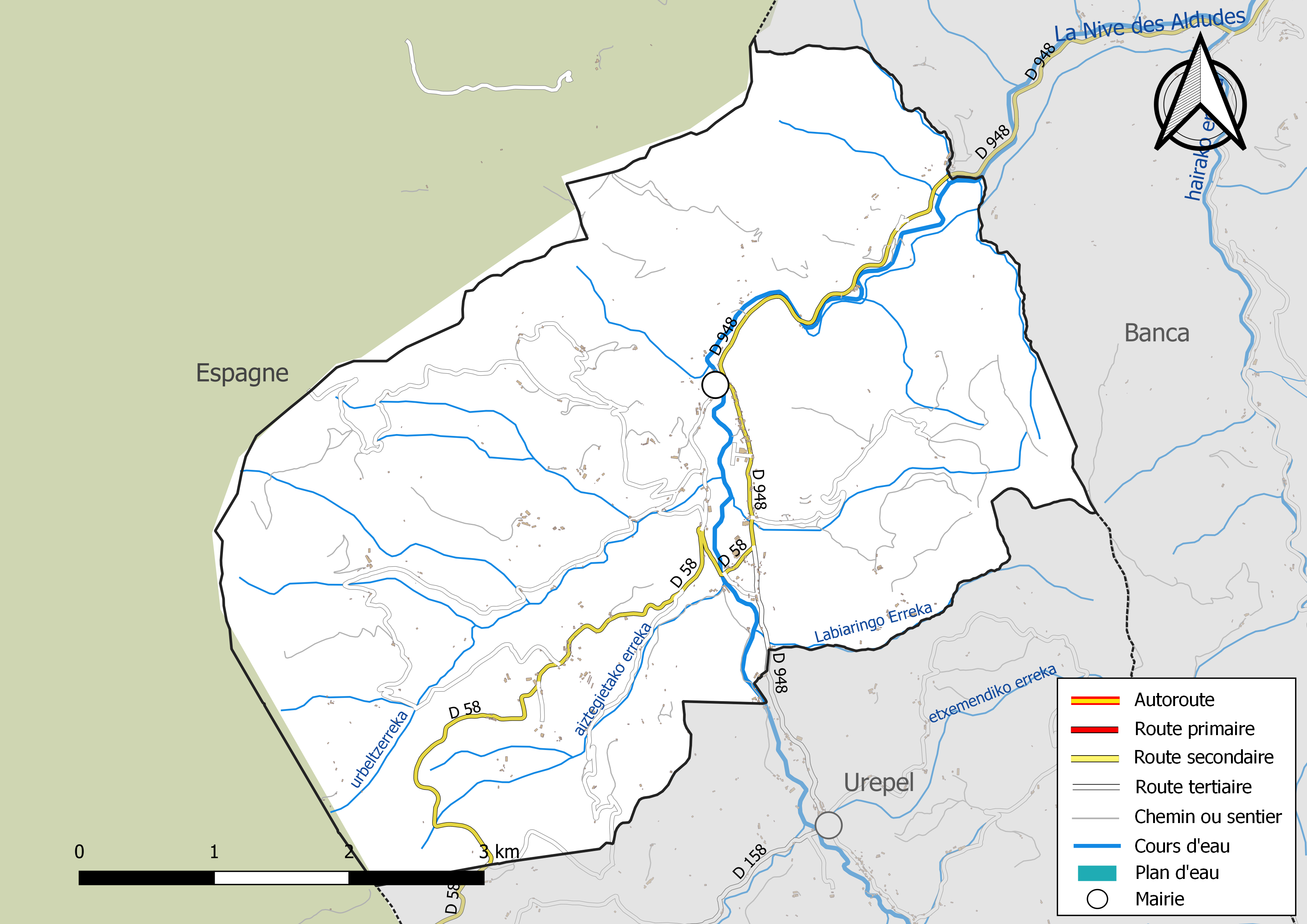
Réseaux hydrographique et routier d'Aldudes.

La commune est drainée par la Nive des Aldudes, Aiztegietako erreka, Labiaringo erreka, Urbeltzerreka, et par divers petits cours d'eau, constituant un réseau hydrographique de 36,62 km de longueur totale,.
La Nive des Aldudes, d'une longueur totale de 35,5 km, naît en Navarre au pied du Mendi Haundia (1 232 m), dans la commune d'Erro (Espagne), puis s'écoule au nord dans la vallée de Baïgorry pour confluer dans la Nive à Saint-Martin-d'Arrossa, à 110 mètres d'altitude à Saint-Martin-d'Arrossa, après avoir traversé 6 communes. Elle traverse la commune en y pénétrant par son flanc sud, puis draine le village, où elle longe la RD 948 (route des Aldudes.

### Climat
Pour des articles plus généraux, voir Climat de la Nouvelle-Aquitaine et Climat des Pyrénées-Atlantiques.
Historiquement, la commune est exposée à un micro climat océanique basque.  
En 2020, Météo-France publie une typologie des climats de la France métropolitaine dans laquelle la commune est exposée à un climat de montagne et est dans la région climatique Pyrénées atlantiques, caractérisée par une pluviométrie élevée (>1 200 mm/an) en toutes saisons, des hivers très doux (7,5 °C en plaine) et des vents faibles.
Pour la période 1971-2000, la température annuelle moyenne est de 12,1 °C, avec une amplitude thermique annuelle de 12 °C. Le cumul annuel moyen de précipitations est de 1 449 mm, avec 13,2 jours de précipitations en janvier et 9,2 jours en juillet. Pour la période 1991-2020, la température moyenne annuelle observée sur la station météorologique la plus proche, située sur la commune d'Urepel à 3 km à vol d'oiseau, est de 12,8 °C et le cumul annuel moyen de précipitations est de 1 741,1 mm,. Pour l'avenir, les paramètres climatiques de la commune estimés pour 2050 selon différents scénarios d’émission de gaz à effet de serre sont consultables sur un site dédié publié par Météo-France en novembre 2022.

### Milieux naturels et biodiversité

#### Réseau Natura 2000
Le réseau Natura 2000 est un réseau écologique européen de sites naturels d'intérêt écologique élaboré à partir des Directives « Habitats » et « Oiseaux », constitué de zones spéciales de conservation (ZSC) et de zones de protection spéciale (ZPS).
Deux sites Natura 2000 ont été définis sur la commune au titre de la « directive Habitats », : 
- les « montagnes des Aldudes », d'une superficie de 18 474 ha, ayant une vocation essentiellement pastorale, et dans une moindre mesure forestière, ce qui a engendré une mosaïque complexe de milieux, qui accueillent une grande diversité d’espèces de flore et de faune[23] ;
- « la Nive », d'une superficie de 9 473 ha, un des rares bassins versants à accueillir l'ensemble des espèces de poissons migrateurs du territoire français, excepté l'Esturgeon européen[24] ;

et une au titre de la « directive Oiseaux », : 
- la « vallée de la Nive des Aldudes, Col de Lindux », d'une superficie de 14 767 ha, un massif montagneux schisteux à nombreux faciès rupestres, et pelouses montagnardes[25].

#### Zones naturelles d'intérêt écologique, faunistique et floristique
L’inventaire des zones naturelles d'intérêt écologique, faunistique et floristique (ZNIEFF) a pour objectif de réaliser une couverture des zones les plus intéressantes sur le plan écologique, essentiellement dans la perspective d’améliorer la connaissance du patrimoine naturel national et de fournir aux différents décideurs un outil d’aide à la prise en compte de l’environnement dans l’aménagement du territoire.
Une ZNIEFF de type 1 est recensée sur la commune, : 
le « site de Petexaenea et ses alentours » (8 601,95 ha), couvrant 3 communes du département et deux ZNIEFF de type 2,, : 
- les « montagnes et vallées des Aldudes, massifs du Mondarrain et de l'Artzamendi » (23 074,84 ha), couvrant 9 communes du département[28] ;
- le « réseau hydrographique des Nives » (3 596,23 ha), couvrant 33 communes du département[29].

#### Chasse dans la vallée des Aldudes
La chasse aux pigeons ramiers migrateurs, appelée chasse à la palombe, rassemble dans la vallée des Aldudes un nombre important de chasseurs dans les palombières installées ou remises en état, lors des grandes migrations au début de l’automne. Propriété du syndicat de la vallée de Baigorry, une palombière à 500 mètres d'altitude, a été créée en 1840, par le maire de la commune, Charles Schmarsow. Réorganisée vers 1880, elle passa ensuite entre les mains de la famille Ospital, qui dirige toujours cette chasse. Les cinq filetiers s'occupent de cinq pantières et les dix rabatteurs dirigent les palombes vers les filets.

## Urbanisme

### Typologie
Au 1er janvier 2024, Aldudes est catégorisée commune rurale à habitat très dispersé, selon la nouvelle grille communale de densité à sept niveaux définie par l'Insee en 2022.
Elle est située hors unité urbaine et hors attraction des villes,.

### Occupation des sols

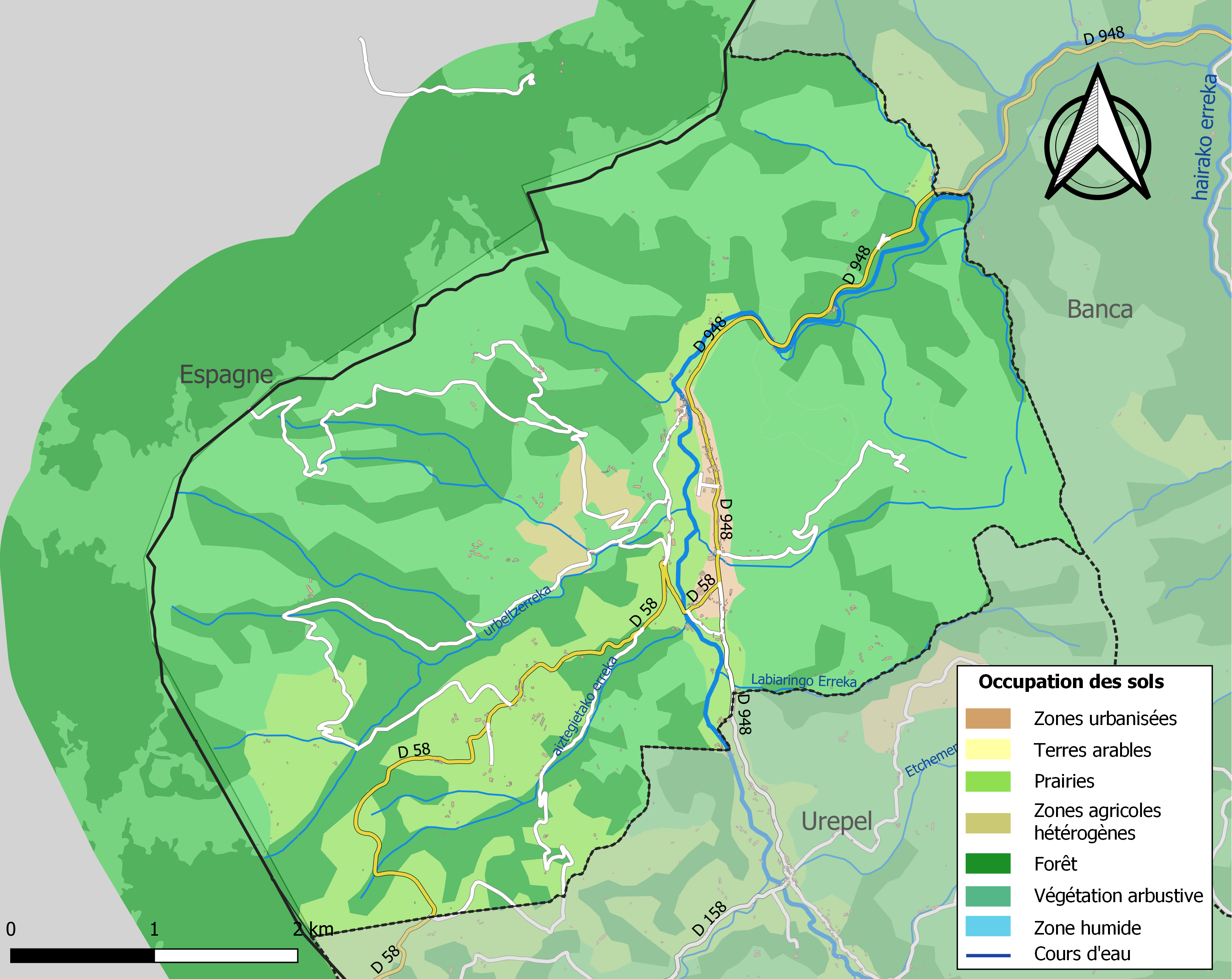
Carte des infrastructures et de l'occupation des sols de la commune en 2018 (CLC).

L'occupation des sols de la commune, telle qu'elle ressort de la base de données européenne d’occupation biophysique des sols Corine Land Cover (CLC), est marquée par l'importance des forêts et milieux semi-naturels (81,6 % en 2018), en diminution par rapport à 1990 (88,5 %). La répartition détaillée en 2018 est la suivante : 
milieux à végétation arbustive et/ou herbacée (45,7 %), forêts (35,9 %), prairies (15,7 %), zones agricoles hétérogènes (1,5 %), zones urbanisées (1,2 %). L'évolution de l’occupation des sols de la commune et de ses infrastructures peut être observée sur les différentes représentations cartographiques du territoire : la carte de Cassini (XVIIIe siècle), la carte d'état-major (1820-1866) et les cartes ou photos aériennes de l'IGN pour la période actuelle (1950 à aujourd'hui).

### Lieux-dits et hameaux
- Abanjo[10]
- Abrakou[10]
- Achtieta[10]
- Aguerréa[10]
- Ahadilépo[10]
- Alachontro[10]
- Alamontcho[10]
- Alasta[10]
- Alastagaraya[10]
- Ametzlépo[10]
- Antonénéa[10]
- Aranbelea[10]
- Arrokia[10]
- Asketa[10]
- Atabala[10]
- Aucho[10]
- Autrin[10]
- Auzkia[10]
- Barbachuri[10]
- Baztanchuria[10]
- Behorsubuztan[10]
- Berha[10]
- Bidartea[10]
- Chabadinénéa[10]
- Chalosa[10]
- Chekalebeherea[10]
- Chekalegaraya[10]
- Chiloénéa[10]
- Chotro[10]
- Chotroenborda[10]
- Domingoénéa[10]
- Egnauténéa[10]
- Elgartéa[10]
- Elhocady[35]
- Elichaga[10]
- Erremedio[10]
- Errienta[10]
- Esnazu[36],[10],[35] (ou Eznazu, ou encore « Esnaratsu » sur la carte de Cassini)
- Etcheberria[10]
- Etchemendia[10]
- Ferranjagaraya[10]
- Hachketa[10]
- Haritzchilo[10]
- Harribeltzia[10]
- Iguxkagerrea (ou Iguchkaguerrea[37])
- Joanessénéa[10]
- Joangnakei[10]
- Koche[10]
- Koskartéa[10]
- Koskarteko Borda[10]
- Koskorziloa[10]
- Landart[10]
- Lechaka[10]
- Lekuederra[38] (ou Lekuederrea[10])
- Col de Lepeder[10],[35]
- Luichénéa[10]
- Mahatcheta[10]
- Makurea[10]
- Manechuna[10]
- Marquitchaénéa[10]
- Martinénéa[10]
- Mate[10]
- Meharroztegui (col, 738 m[10],[35])
- Menementa[39]
- Miguelartzaina[10]
- Miguelénéa[10]
- Munichta[10]
- Munichtagaraya[10]
- Murruoin[10]
- Nobléa[10]
- Oliopitchar[10]
- Otsachar[10]
- Ohhanburua[10]
- Otsanhaitz[10]
- Oyhanzelhaya[10]
- Paratzelhaï[10]
- Patchiko[10]
- Pilaria[10]
- Pocomotzénéa[10]
- Poko[10]
- Le Pont Romain[10]
- Predotinéa[10]
- Premundoa[10]
- Pritchia[10]
- Sabina[10]
- Salaria[10]
- Sallaberria[10]
- Sarahandia[10]
- Sarahandiko Ithurria[10]
- Sarkindéa[10]
- Semeder[10]
- Soldadoénéa[10]
- Ttattola[10]
- Turrieta[10]
- Uhaldéa[10]
- Urrichka[10]
- Zelhaybeguia[10].

### Voies de communication et transports
Aldudes est desservie par les routes départementales D 948 et D 58.

### Risques majeurs
Le territoire de la commune d'Aldudes est vulnérable à différents aléas naturels : météorologiques (tempête, orage, neige, grand froid, canicule ou sécheresse), inondations, feux de forêts et séisme (sismicité moyenne). Un site publié par le BRGM permet d'évaluer simplement et rapidement les risques d'un bien localisé soit par son adresse soit par le numéro de sa parcelle.
Certaines parties du territoire communal sont susceptibles d’être affectées par le risque d’inondation par une crue torrentielle ou à montée rapide de cours d'eau, notamment la Nive des Aldudes. La commune a été reconnue en état de catastrophe naturelle au titre des dommages causés par les inondations et coulées de boue survenues en 1982, 1983, 2009, 2014 et 2021,.
Aldudes est exposée au risque de feu de forêt. En 2020, le premier plan de protection des forêts contre les incendies (PDPFCI) a été adopté pour la période 2020-2030. La réglementation des usages du feu à l’air libre et les obligations légales de débroussaillement dans le département des Pyrénées-Atlantiques font l'objet d'une consultation de public ouverte du 16 septembre au 7 octobre 2022,.

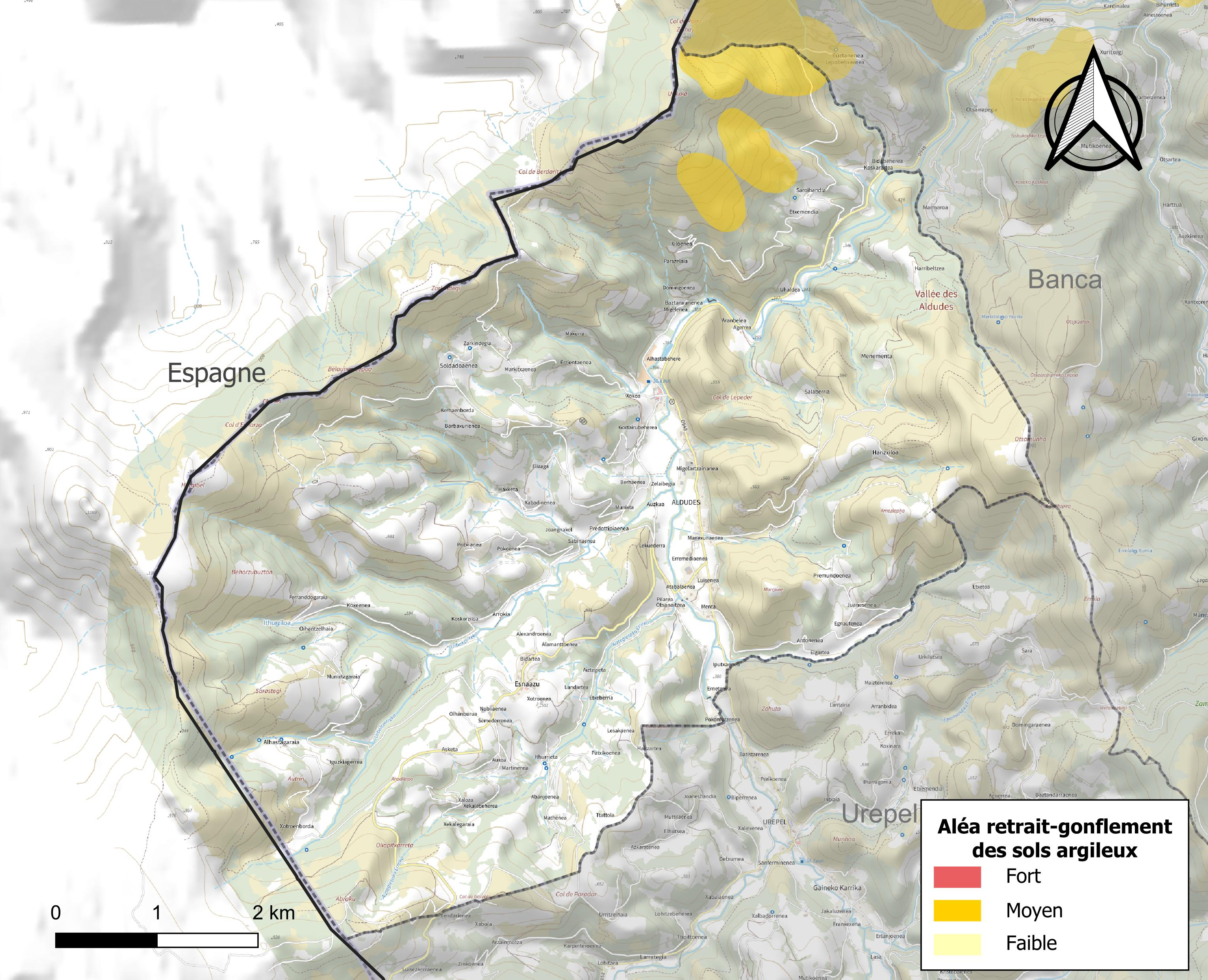
Carte des zones d'aléa retrait-gonflement des sols argileux d'Aldudes.

Le retrait-gonflement des sols argileux est susceptible d'engendrer des dommages importants aux bâtiments en cas d’alternance de périodes de sécheresse et de pluie. 3 % de la superficie communale est en aléa moyen ou fort (59 % au niveau départemental et 48,5 % au niveau national). Depuis le 1er octobre 2020, en application de la loi ELAN, différentes contraintes s'imposent aux vendeurs, maîtres d'ouvrages ou constructeurs de biens situés dans une zone classée en aléa moyen ou fort,.

## Toponymie

### Attestations anciennes
Le toponyme est documenté sous les formes 
Alduide (1193), 
Montes de alduides (1237), 
Aldude (1353), 
Alduyde (1374, 1381 et 1392)
Alduide (1614, titres de la Camara de Comptos) et 
Les Aldudes (1863, dictionnaire topographique Béarn-Pays basque).
Le nom des Aldudes est également donné à l'ensemble de la vallée frontalière avec l'Espagne.

### Étymologie
Le nom des Aldudes est la contraction du basque Aldubide  « chemin vers les sommets »  d'un ancien aldu  « hauteur »  et de bide  « chemin ». La romanisation en Aldudes en a fait un pluriel.

### Autres toponymes
Ahunçarita, « lieu de la roche aux chèvres ».
Elhocady est une redoute sur la frontière espagnole, mentionnée en 1863 par le dictionnaire topographique Béarn-Pays basque.
Esnazu provient d'un ancien Eznaratzu, orthographié Eznazu en 1863 dans le dictionnaire topographique Béarn-Pays basque et Esnaratsu sur la carte de Cassini. L'erreur de sifflante est due à une attraction du nom commun esne 'lait'.
Le Labiadine, est, en 1863, un hameau d'Aldudes.
Lepeder, noté Lépéder en 1863 (dictionnaire topographique Béarn-Pays basque), est un mont situé sur la commune d’Aldudes.
Le col de Phaaçaldéguy est situé sur la frontière avec l’Espagne, tout comme le col d’Urtiague.
Le col Meharroztegui qui relie Banca à Aldudes est noté Méharoztéguy en 1863.

### Graphie basque
Son nom basque actuel est Aldude.

## Histoire
La pression démographique et le développement économique sont à l'origine, au XVIe siècle, de la fondation du village par des cadets des familles de Baïgorry, qui, par l'ancestrale règle de succession basque réservant l'héritage de la maison familiale à l'ainé, étaient exclus du nombre des propriétaires. La paroisse fut érigée en 1793.

## Politique et administration
| Période | Période  | Identité               | Étiquette | Qualité |
| ------- | -------- | ---------------------- | --------- | ------- |
| 1808    |          | Jean Ardantz           |           |         |
| 1815    |          | Jean Uhide             |           |         |
| 1816    |          | Martin Arrambide       |           |         |
| 1829    |          | Charles Schmarzow      |           |         |
| 1831    |          | Salvat Larre           |           |         |
| 1833    |          | Mathieu Barcelona      |           |         |
|         |          | Jean Arambel           |           |         |
| 1839    |          | Charles Schmarzow      |           |         |
| 1848    |          | Pierre Mocoçain        |           |         |
| 1860    |          | Alfred Saurel          |           |         |
| 1862    |          | Étienne Ritou          |           |         |
|         |          | Jean Bergougnan        |           |         |
| 1871    |          | Étienne Ritou          |           |         |
| 1885    | 1898     | Jean Chabagno          |           |         |
| 1995    | 2014     | Peio Setoain           | REG       |         |
| 2014    | 2020     | Jean-Michel Dendarieta |           |         |
| 2020    | En cours | Martin Suquilbide      |           | Éleveur |

### Intercommunalité
La commune d'Aldudes appartient à la communauté d'agglomération du Pays Basque. Elle est membre du syndicat d’énergie des Pyrénées-Atlantiques, de l'Agence publique de gestion locale et du syndicat intercommunal pour l'aménagement et la gestion de l'abattoir de Saint-Jean-Pied-de-Port.

## Population et société

### Démographie
Le gentilé est Aldudar,.
L'évolution du nombre d'habitants est connue à travers les recensements de la population effectués dans la commune depuis 1793. Pour les communes de moins de 10 000 habitants, une enquête de recensement portant sur toute la population est réalisée tous les cinq ans, les populations de référence des années intermédiaires étant quant à elles estimées par interpolation ou extrapolation. Pour la commune, le premier recensement exhaustif entrant dans le cadre du nouveau dispositif a été réalisé en 2008.

En 2022, la commune comptait 327 habitants, en évolution de +3,15 % par rapport à 2016 (Pyrénées-Atlantiques : +3,78 %, France hors Mayotte : +2,11 %).
| 1793 | 1800  | 1806  | 1821  | 1831  | 1836  | 1841  | 1846  | 1851  |
| ---- | ----- | ----- | ----- | ----- | ----- | ----- | ----- | ----- |
| -    | 1 320 | 1 675 | 2 187 | 2 329 | 2 391 | 2 832 | 2 885 | 2 824 |

| 1856  | 1861  | 1866  | 1872  | 1876  | 1881  | 1886  | 1891  | 1896  |
| ----- | ----- | ----- | ----- | ----- | ----- | ----- | ----- | ----- |
| 2 760 | 1 328 | 1 226 | 1 195 | 1 179 | 1 197 | 1 261 | 1 196 | 1 152 |

| 1901  | 1906  | 1911  | 1921 | 1926 | 1931 | 1936 | 1946 | 1954 |
| ----- | ----- | ----- | ---- | ---- | ---- | ---- | ---- | ---- |
| 1 077 | 1 042 | 1 008 | 961  | 976  | 984  | 960  | 930  | 851  |

| 1962 | 1968 | 1975 | 1982 | 1990 | 1999 | 2006 | 2008 | 2013 |
| ---- | ---- | ---- | ---- | ---- | ---- | ---- | ---- | ---- |
| 807  | 718  | 586  | 483  | 433  | 395  | 378  | 373  | 321  |

| 2018 | 2022 | - | - | - | - | - | - | - |
| ---- | ---- | - | - | - | - | - | - | - |
| 327  | 327  | - | - | - | - | - | - | - |

### Enseignement
La commune dispose d'une école, l'école élémentaire privée Mendi-Alde. Cette école propose un enseignement bilingue français-basque à parité horaire.

## Économie

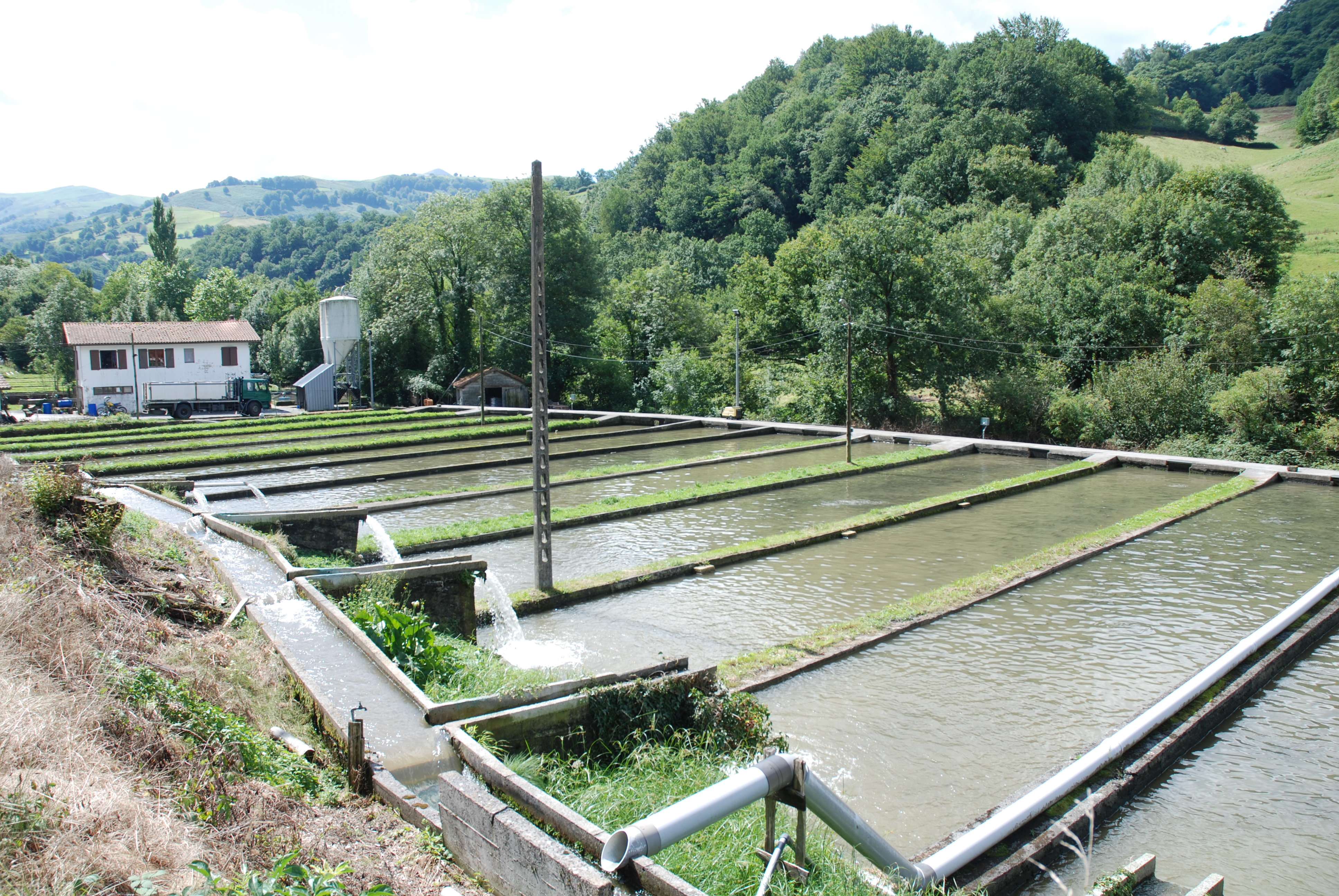
Pisciculture.

Une pisciculture est en activité sur la route d'Urepel.
L'élevage du porc pie noir du Pays basque est une activité en plein renouveau dans la vallée des Aldudes, sous l'impulsion de l'Institut Technique du Porc (ITP).
La commune accueille la société Ets Pierre Oteiza (charcuterie artisanale) qui fait partie des cinquante premières entreprises agroalimentaires du département.
Elle fait partie de la zone d'appellation de l'Ossau-Iraty.

## Culture locale et patrimoine

### Langues
D'après la Carte des Sept Provinces Basques éditée en 1863 par le prince Louis-Lucien Bonaparte, le dialecte basque parlé à Aldudes est le bas-navarrais occidental.

### Le laxoa
Du siècle dernier à 1952, la place de l'église et de la mairie se transformait en terrain de "laxoa". Cet ancien jeu de pelote se joue avec des gants de cuir.
À l'entrée du porche de l'église se trouve le butoir.

### Lieux et monuments

#### Patrimoine civil
La ferme Iguchkaguerrea date du XVIIIe siècle. La ferme Joalginenborda date du XIXe siècle, tout comme la ferme Menementa.

##### Les cromlechs
Il en existe trois au site d'Argibel. Ce sont de grands cercles de pierre, des « menhirs » à fin funéraire, datant du Ier millénaire avant notre ère. Les cromlechs basques se distinguent par leurs nombres (plus de 100 recensés), témoins de la connaissance d'anciens rites funéraires.

#### Patrimoine religieux

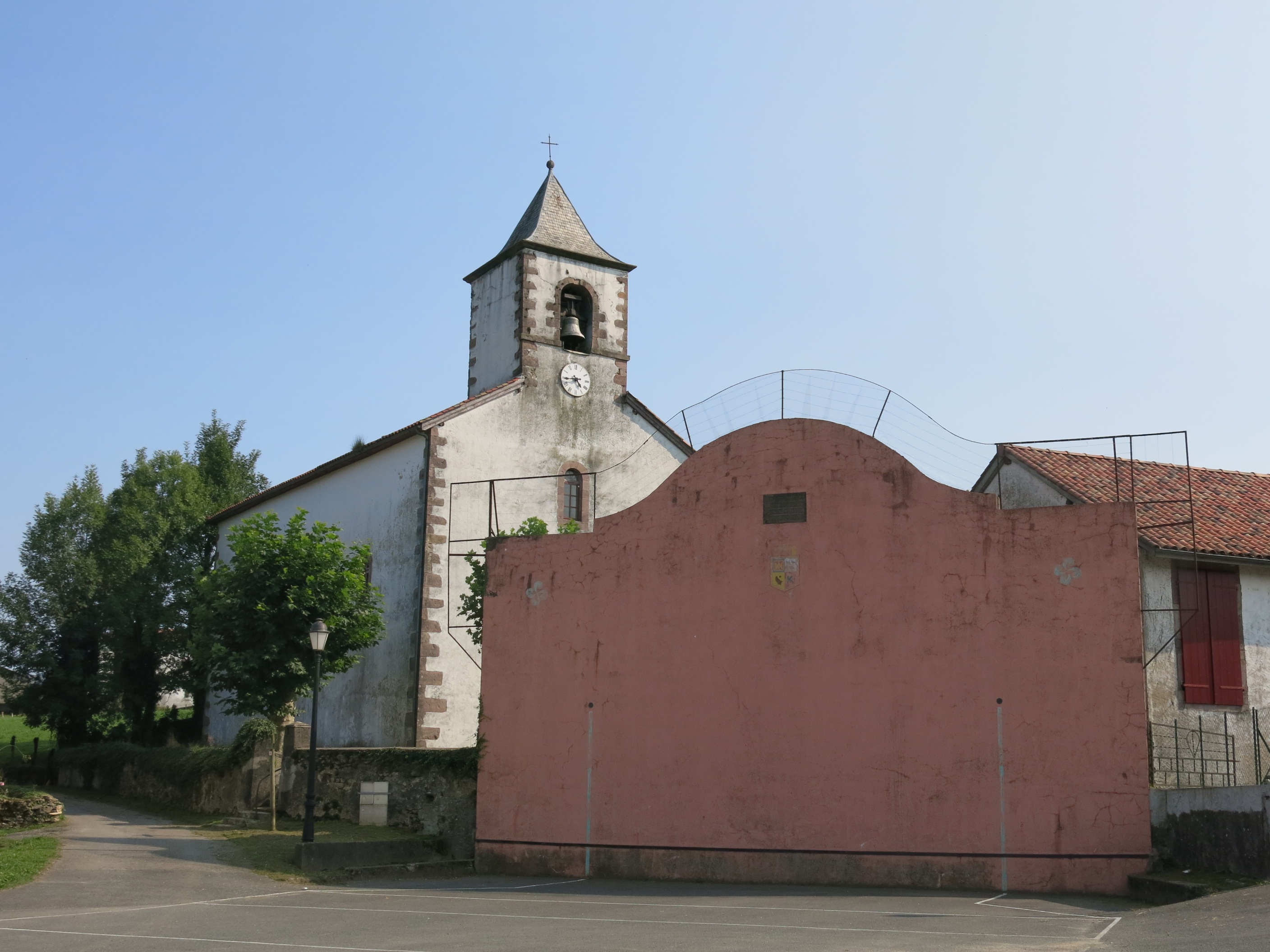
Église de l'Assomption et fronton d'Esnazu.
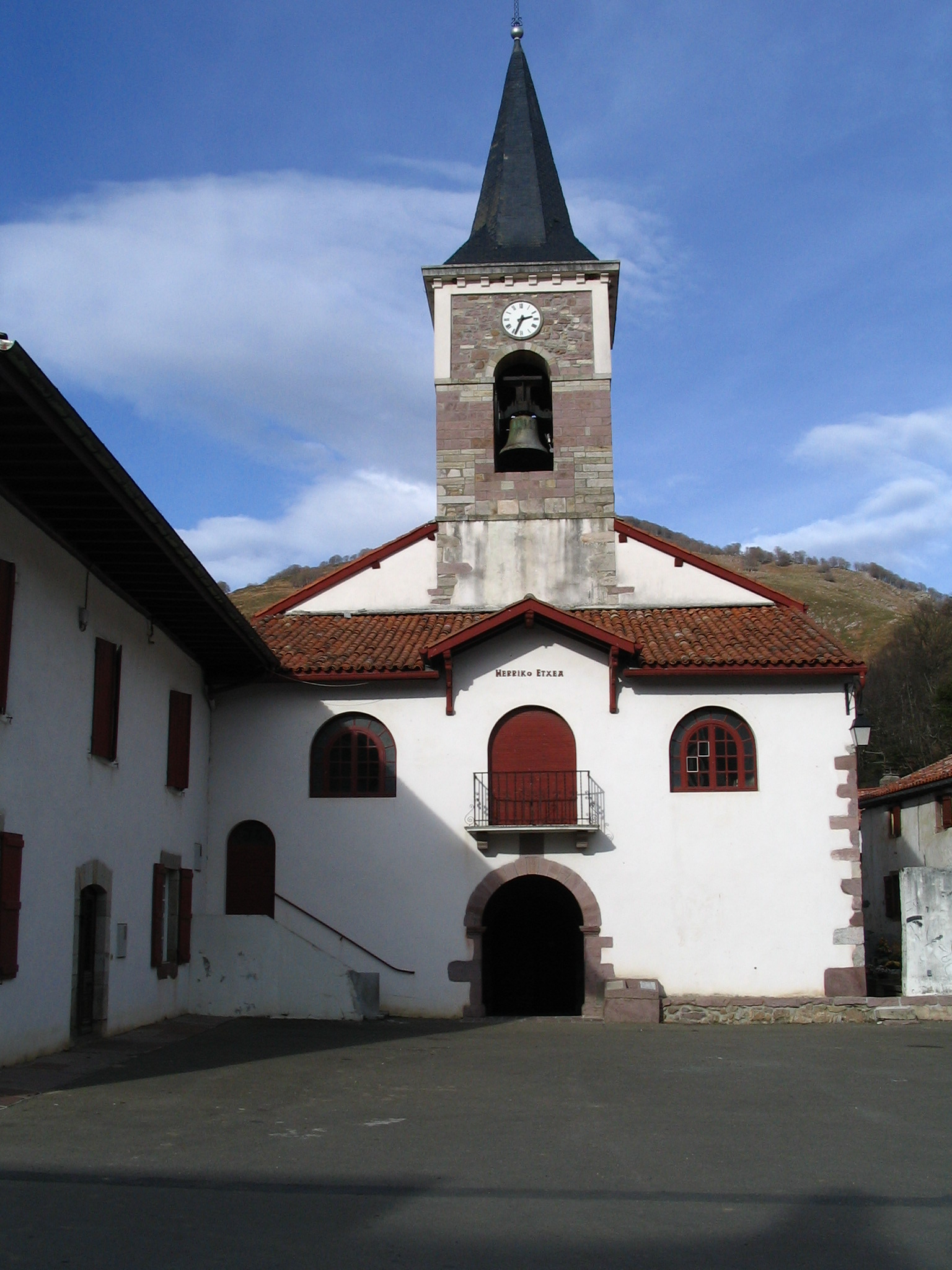
L'église Notre-Dame d'Aldudes.

L'église de l'Assomption d'Esnazu, au lieu-dit Eznazu, date du XIXe siècle et est inscrite à l’Inventaire général du patrimoine culturel depuis le 21 mars 2003. Elle recèle des sculptures inventoriées par le ministère de la Culture. L'église est dédiée à l'Assomption de Marie.
L'église Notre-Dame d'Aldudes, datant partiellement de la fin du XVIIe siècle, possède, quant à elle, un chapelet de l'empereur Maximilien. L'édifice a été inscrit au titre des monuments historiques en 2014. L'église est dédiée à Notre-Dame. Le préau-porche typique donne accès à l'église et au cimetière.
Au cimetière se dressent des stèles basques du XIXe siècle dont deux de 1805.

### Personnalités liées à la commune
- Perkain, joueur de balle basque de la fin du XVIIIe siècle.
- Georges Lacombe, né le 31 janvier 1879 à Orthez et mort le juillet 1947 à Paris, est un linguiste, bascologue et académicien basque français de langue basque et française. À la veille de la Première Guerre mondiale, il prépare avec l'aide du Dr Jean Etchepare[65],[66], un doctorat en Lettres sur le dialecte des Aldudes.
- Bernard Delhom, né à Aldudes en 1885, fut le doyen masculin des Français du 30 décembre 1995 au 7 février 1996, date à laquelle il meurt à Paris, à l'âge de 110 ans et 213 jours ;
- Jean-Baptiste Urrutia, né en 1901 à Aldudes et mort à Montbeton, fut missionnaire en Indochine et évêque de Hué pendant la guerre d'Indochine et la guerre du Viêt Nam.
- Mixel Itzaina, né le 19 février 1933, désigné membre correspondant d'Euskaltzaindia, l'académie de la langue basque, le 25 août 1967, membre honoraire depuis le 30 mai 2014.

### Héraldique
| Blason | Blasonnement : Écartelé, au 1 de gueules bordé d'or au monogramme de la Vierge d'or sommé d'une croisette du même et une bordure cousue d'azur ; au 2 d'argent à trois palombes d'azur; au 3 d'or au gant de lachua posé en bande et accompagné en chef d'une pelote le tout au naturel ; au 4 de gueules à la lettre majuscule K (Kintoa) d'argent sommé d'une couronne royale d'or. |

## Pour approfondir